# Bressui
Bressui és un poble del terme municipal de Sort, a la comarca del Pallars Sobirà. Fins al 1976 formava part del terme primigeni de Sort.
El poble és al nord-oest del seu actual cap municipal, Sort, molt a prop, a l'esquerra de la Llau de Baradella i a l'extrem meridional de les Costes de Sant Joan.

## Etimologia
Segons Joan Coromines, Bressui és un topònim que podria ser preromà (-ui/-oi és un sufix toponímic d'aquell origen, molt comú a la toponímia pirinenca), però que l'eminent filòleg es decanta per interpretar com un nom personal germànic, Bergsind, transposat a Berksind, més tard a Breksind d'on, amb l'afegitó -ui, la forma actual.

## Geografia

### El poble de Bressui
Bressui està situat en un suau coster, força pla, amb les cases disposades d'una manera irregular, sense formar un poble compacte ni carrers urbanitzats. L'església de Sant Miquel i el cementiri parroquial són a l'extrem meridional del veïnat.

## Cases del poble[2]
| - Casa Baga - Casa Botiguer | - Casa Buraut - Casa Carlets | - Casa Jaumet - Casa Marxant | - Casa Menut - Casa Xaio |

## Història

### Edat moderna
En el fogatge del 1553, Bressuy declara 4 focs laics (uns 20 habitants).

### Edat contemporània
Pascual Madoz dedica un breu article del seu Diccionario geográfico... a Bressui (Bresuy). El defineix com un llogaret adscrit a Sort, situat en el vessant d'una elevada muntanya, a la dreta de la Noguera Pallaresa, combatut pels vents del nord i del sud, amb clima temperat i sa. Formaven el poble 3 cases i l'església, que depenia de la d'Enviny. El territori era montuós, amb terres de qualitat mitjana. S'hi produïa blat, ordi, sègol, moltes nous i poca fruita. De bestiar, hi havia sobretot vaques i mules, i de cacera, conills, perdius i llebres. L'única indústria existent era la cria, venda i exportació de bestiar. La població i la riquesa, eren computats conjuntament amb Sort.
Segons Ceferí Rocafort, Bressui comptava a començament del segle XX amb 10 edificis i 32 habitants.

## Demografia[6]
| 1888 | 1900 | 1910 | 1920 | 1930 | 1940 | 1950 | 1960 | 1970 | 1981 | 1991 | 2000 | 2002 | 2004 | 2006 | 2008 | 2010 | 2011 |
| ---- | ---- | ---- | ---- | ---- | ---- | ---- | ---- | ---- | ---- | ---- | ---- | ---- | ---- | ---- | ---- | ---- | ---- |
| 28   | 32   | 24   | 31   | 26   | 21   | 24   | 19   | 12   | 6    | 12   | 17   | 16   | 15   | 17   | 18   | 19   | 21   |